# رودريك بيل
رودريك بيل دبلوماسي كندي. عين سفير فوق العادة ومفوضا للسعودية واليمن والبحرين وعمان. كان يشغل سابقا منصب سفير فوق العادة ومفوض للأردن.